# Kamasinen

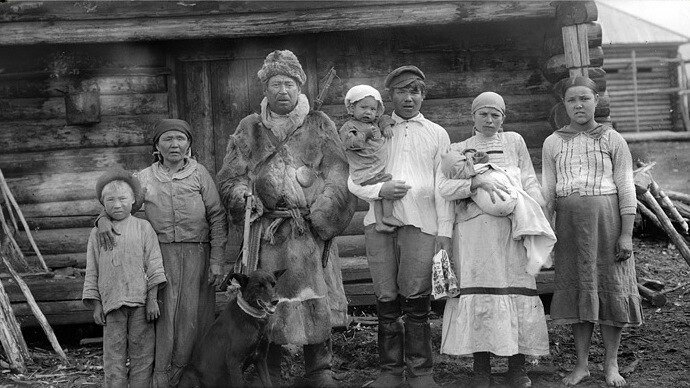
Kamasinen-familie in 1925

De Kamasinen (Russisch: Камасинцы; Kamasintsy, южные самодийцы; joezjnye samodiejtsy of Камашинцы; Kamasjintsi, Eigenbenaming: калмажи; kalmazji) of Taiga-Tataren waren een stam van de Sajan-Samojeden, een Samojeeds volk die Kamassisch (een Samojeedse taal) spraken en langs de rivieren Kan en Mana in de berggebieden in het zuiden van de huidige Russische kraj Krasnojarsk en Chakassië leefden.
In de 17e eeuw telde de stam ongeveer 500 leden. In de 18e en 19e eeuw werd er onderscheid gemaakt naar twee groepen; de Taiga-Kamasinen die jaagden, rendieren hielden en visten en de Steppe-Kamasinen (Russisch ook: Kasjintsy) die vee hielden, paarden fokten, tuinbouw bedreven en jaagden en Kamassisch spraken. Tegen het einde van de 19e eeuw waren de Kamasinen bijna volledig geassimileerd in de Russische boerensamenleving als gevolg van de overschakeling op de landbouw die geschiedde na een grote sterfte onder de rendieren. Een deel van hen ging op in de Chakassen. Begin 20e eeuw verzamelde de Finse taalkundige en etnoloog Kai Donner een grote hoeveelheid kennis over de taal en folklore van de Kamasinen. De sprekers van het Kamassisch verdwenen langzamerhand en in 1989 stierf de laatste spreker op 94-jarige leeftijd.